# 鐘廳

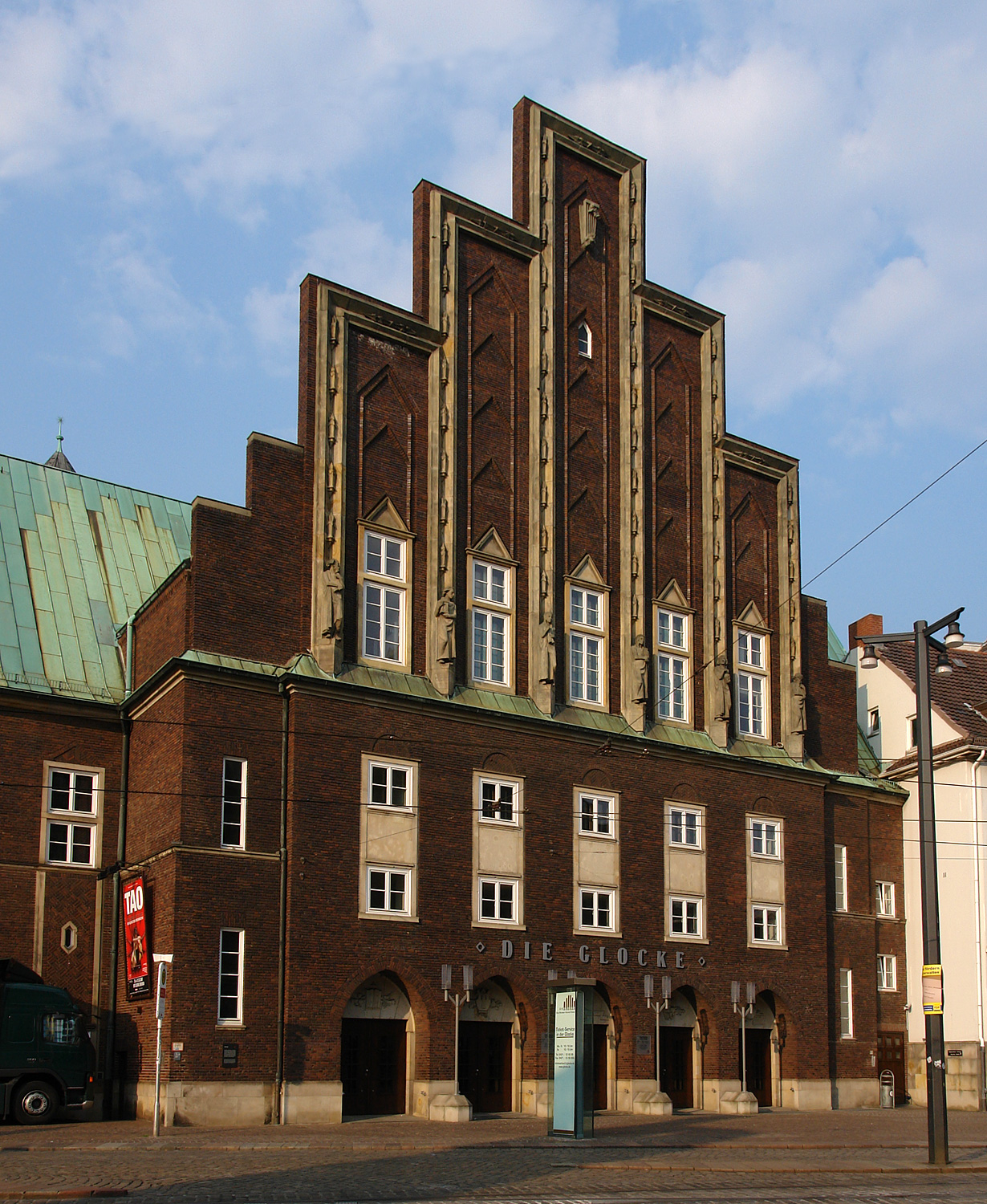
不來梅鐘廳

鐘廳（德語：Die Glocke）是位於德國不來梅市中心的一座音樂廳。該建築坐落在一座中世紀建築的遺址上，由Walter Görig（1885–1974）設計，於1928年竣工。其優雅的裝飾藝術設計和出色的音響效果受到卡拉揚等多位藝術家的稱贊。

## 歷史
在中世紀，不萊梅主教座堂的八角形鐘樓（鐘廳因此得名）坐落在教堂南面的Dombezirk區，該區處於主教座堂的主權和法律控制之下。自1648年起，這裏也成為法庭審議的場所。1737年，一座新的八角形建築在該地點建成，並於1803年歸屬不來梅市管轄。自1857年起，它屬於藝術家協會（Künstlerverein）。
1915年的一場大火之後，舊的Glocke大樓被拆除，取而代之的是一座同名的新音樂廳，由Walter Görig（1885-1974）設計，於1928年竣工。該建築由深色磚砌成，石材使用較少，其雄偉的階梯式山牆面朝Domsheide，而俯瞰市集的立面則設計了樸素的凸窗以尊重主教座堂。1995年至1997年間，建築師Gerhard Müller-Mencken和Klaus Rosenbusch將保護的需要與現代音樂廳的要求結合起來，對該建築進行了全面翻修。在保持音樂廳獨特音響效果的同時，他們恢復了原有的裝飾藝術風格，並安裝了最新的技術設備。
該音樂廳優雅的裝飾藝術設計和出色的音響效果受到許多藝術家的稱贊，包括指揮家赫伯特·馮·卡拉揚、安娜-苏菲·穆特和基東·克雷默。卡拉揚讚許這座音樂廳為歐洲前三名。廳内掛有卡爾·丹納曼（Karl Dannemann）繪制的描繪“鐘樓傳奇”的畫作，創作於20世紀20年代末新建築開業之時。

## 管風琴
該管風琴由奥得河畔法兰克福的威廉·紹爾於1928年製造。它有76個音調、四個鍵盤和一個踏板。2008年，克里斯蒂安·謝弗（Christian Scheffer）完成了重大修復，重建了原來的氣動裝置，現在採用電力驅動。

## 表演
除了古典音樂會外，鐘廳還用於各種形式的演出，包括爵士音樂會、歌舞表演、戲劇和講座，以及針對家庭和兒童的特別活動。大廳（Großer Saal）可容納1,400人，小廳（Kleiner Saal）有395個座位，也可用於會議或是接待。

## 外部連結
- 官方网站